# Chorebus ladogae
Chorebus ladogae är en stekelart som beskrevs av Vladimir Ivanovich Tobias 1986. Chorebus ladogae ingår i släktet Chorebus och familjen bracksteklar. Inga underarter finns listade i Catalogue of Life.